# Holocheilus
Holocheilus là một chi thực vật có hoa trong họ Cúc (Asteraceae).

## Loài
Chi Holocheilus gồm các loài: